# Нижня Липиця
Ни́жня Ли́пиця — село в Україні, у Рогатинській міській громаді Івано-Франківського району Івано-Франківської області.

## Історія
У процесі росту село Липиця поділилося на Липицю Горішню та Липицю Долішню.
Перша письмова згадка про село датується 12 березня 1436 року.
В 1897 р. через село пролягла Східньогалицька локальна залізниця (існувала до 1944 р.).
У 1916 році через село проходила лінія австрійсько-російського фронту. Тут були позиції 20-ї турецької піхотної дивізії.
У 1939 році в селі проживало 1730 мешканців (1510 українців, 60 поляків, 80 латинників, 80 євреїв), у присілку Вигода — 270 мешканців (60 українців, 160 польських колоністів, 50 латинників).
7 червня 1946 року указом Президії Верховної Ради УРСР обидва села перейменували відповідно на Верхню Липицю та Нижню Липицю, а сільради отримали назви Верхньолипицька і Нижньолипицька.. На території села діяла центральна садиба колгоспу імені Радянської армії
12 червня 2020 року, відповідно до Розпорядження Кабінету Міністрів України  № 714-р «Про визначення адміністративних центрів та затвердження територій територіальних громад Івано-Франківської області», увійшло до складу Рогатинської міської громади.
19 липня 2020 року, в результаті адміністративно-територіальної реформи та ліквідації Рогатинського району, село увійшло до складу новоутвореного Івано-Франківського району.

## Церква
Вперше місцева церква згадана в податкових реєстрах 1578 р. 
В акті візитації 1741 р. зазначено, що стара дерев'яна церква зведена громадським коштом.
Візитатор о. Микола Шадурський у 1760 р. уточнив дату її побудови - 1690 рік. Ця стара церква стояла до 1860 р. У 1861 р. (на західній стіні вівтаря зовні є напис білою фарбою "1861") на її місці зведено нову деревяну будівлю, освячену в 1869 р.
Десь між 2013 і 2016 роками церква  частково ремонтована.
Церква  Свв. Якима та Анни в користуванні громади УГКЦ.

## Відомі люди
- Гайда Микола (нар. 16 серпня 1952 року) — архітектор-реставратор, Лауреат Державної премії в галузі архітектури 2007 р.
- Гвоздецький Теофіл (1870—1937) — український лікар, культурний діяч, учасник національно-визвольного руху 1918—1920 рр.
- Горянський Іван (1892—1953) — професор Рогатинської гімназії, сотник УГА.
- Карпишин (Каспрук) Василь, «Вал» (14.01.1922 — 21.04.2003) — вояк УПА та дивізії «Галичина», громадський діяч в Аргентині.[10]
- Людкевич Марія (нар. 7 січня 1948 року) — українська поетеса.
- Петрик Андрій Михайлович — уродженець даного села, історик.
- Паньків Роман Романович («Загиблик») — 18.10.1997, військовий 78 ОДШП. Загинув біля Курахового 18 травня 2024 [11][12]